# Hans Schmidt (Antisemit)
Hans Schmidt (* 24. April 1927 in Völklingen (Saar); † 30. Mai 2010) war ein US-amerikanischer Staatsbürger, als Jugendlicher Mitglied der Waffen-SS während des Zweiten Weltkriegs und Gründer des German-American National Political Action Committee (GANPAC). Er war vor allem für seine Förderung von White Supremacy, Nationalsozialismus, Antisemitismus und Holocaustleugnung bekannt. Schmidt wurde 1995 in Deutschland wegen Volksverhetzung verhaftet, vermied es jedoch, vor Gericht gestellt werden zu können, indem er in die USA zurückkehrte, während er auf Kaution freigelassen wurde.

## Kindheit und Jugend
Schmidt wurde 1927 in Völklingen geboren. Im Dritten Reich war er Mitglied der Hitlerjugend, trat 1943 im Alter von 16 Jahren der Waffen-SS bei und diente als Sturmmann oder Rottenführer in der Leibstandarte SS Adolf Hitler. Schmidt wurde bei Feldzügen in Ungarn, Österreich und in der Ardennenoffensive verwundet. Er verließ Deutschland 1947, kam 1949 in die Vereinigten Staaten und wurde 1955 in Chicago eingebürgert.

## Politischer Aktivismus

### GANPAC
1983 gründete Schmidt das German-American National Political Action Committee (GANPAC), das den GANPAC Brief auf Englisch und den U. S. A. Report auf Deutsch veröffentlichte. GANPAC wurde vom Magazin Der Spiegel charakterisiert, „…angeblich die 52 Millionen Deutschamerikaner zu repräsentieren“, sowie als „offen antisemitisch“ von der New York Times und als „virulent antisemitisch“ von der Anti-Defamation League (ADL). GANPAC wurde auch beschuldigt, Holocaustleugnung zu fördern.
Zwischen 1983 und 1985 sammelte GANPAC rund 55.000 US-Dollar an Beiträgen, leistete aber im Gegensatz zu anderen Political Action Committees erst Ende der 1980er Jahre finanzielle Beiträge, als es begann, Geld für die Wahlkämpfe konservativer Republikaner-Kandidaten zu spenden. Als Steve Symms einen Beitrag von 1.000 US-Dollar von GANPAC an die ADL und den Idaho Holocaust Council gab, beschwerte sich Schmidt bei der US-Wahlbehörde FEC. GANPAC leistete auch einen Beitrag für den Demokraten Bob Edgar, der gegen den jüdischen republikanischen Kandidaten Arlen Specter kandidierte.
Die Büros von GANPAC Santa Monica wurden 1985 von einem Feuer zerstört, das 50.000 US-Dollar Schaden verursachte. Schmidt behauptete, die Jewish Defense League habe den Angriff ausgeführt, eine Behauptung, die die JDL zurückwies.
Der GANPAC Brief wurde von Washington, D.C. (1983–1989), Santa Monica (Kalifornien) (1990–1993), Burke (Virginia) (Januar–März 1994) und Pensacola (Florida) (April 1994-Juli 2004) aus veröffentlicht.

### GIEA
Schmidt gründete auch die German-American Information and Education Association (GIEA), die von E. Stanley Rittenhouse, einem bekannten Antisemiten, geleitet wird. Rittenhouse ist Chief Legislative Representative für die Freiheitslobby, eine rechtsextreme Organisation, die von Willis Carto gegründet wurde und von der Anti-Defamation League als „(die) vielleicht einflussreichsten professionellen Antisemiten in den Vereinigten Staaten“ bezeichnet wird.

### National Alliance
In einer seiner letzten Reden sprach William Luther Pierce kurz über seine langjährige Freundschaft mit Hans Schmidt.

## Verhaftung und Flucht
Am 9. August 1995 wurde Schmidt von deutschen Behörden am Flughafen Frankfurt verhaftet, nachdem Kopien seines Newsletters USA-Bericht entdeckt worden waren. Er wurde wegen Volksverhetzung angeklagt, weil er einen Brief an eine staatliche Stelle in Schwerin geschickt hatte. Schmidt kam, um die deutsche Regierung als verräterisch und kontrolliert durch „Oberjuden“ verächtlich zu machen, und behauptete, die U. S. Botschaft hätte Deutschland falsche Informationen zur Verfügung gestellt, um ihn zu verfolgen. Die ADL begrüßte seine Verhaftung. Aufgrund schlechter Gesundheit wurde er im Januar 1996 gegen Kaution freigelassen. Er floh aus Deutschland und kehrte in die USA zurück, um einer weiteren juristischen Verfolgung zu entgehen. Er schrieb ein Buch über diese Erfahrung mit dem Titel „Gefangen im ‚Demokratischen‘ Deutschland“ (1997).

## Späteres Leben und Tod
Schmidt setzte seine antisemitischen Kampagnen fort, zunächst mit der Forderung nach einer Aufhebung der Koscheren Steuer (insbesondere an die Adolph Coors Brewing Co.) und später durch das Schreiben eines Buches mit dem Titel End Times / End Games (1999), in dem er alle Möglichkeiten auflistete, wie Arier erfolgreicher gewesen seien als Juden, und bat alle Juden, freiwillig Länder mit weißer Mehrheit auf eigene Faust zu verlassen. Sein Einfluss schwand, als der seines Freundes Ernst Zündel nachließ und er 2010 starb. Er hatte keine bekannten Angehörigen.

## Zitate
- Auf einer Postkarte behauptete GANPAC, dass „Juden nicht von den Nazis vergast wurden…die Zahlen und Berichte der vorbestimmten Vernichtung werden von professionellen Lügnern stark übertrieben.“[16]
- Laut dem deutschen Verfassungsschutz war Schmidt, geschützt durch US-Recht, in seinen Veröffentlichungen sehr offen; als Beispiel zitierte das BfV aus The Jewish Question in 20th Century in America: „In the last 200 years, European observers have noted that the Jews are not interested in 'Equality of the Races' but in destroying the white Race.“[17]